# John Russell (roddare)
John Michael Russell, född 3 augusti 1935 i London, död 21 januari 2019, var en brittisk roddare.
Russell blev olympisk silvermedaljör i fyra utan styrman vid sommarspelen 1964 i Tokyo.